# تلمنس
تلمنس (به عربی: تلمنس) یک منطقهٔ مسکونی در سوریه است که در ناحیه مرکزی معره‌النعمان واقع شده‌است. تلمنس ۱۱٬۳۵۹ نفر جمعیت دارد.